# Trofeul Campionilor EHF Masculin
Trofeul Campionilor EHF Masculin este o competiție de handbal care se dispută între câștigătoarea Cupei Cupelor, a Ligii Campionilor, a Cupei EHF și o echipă invitată.Este organizată de Federația Europeană de Handbal.